# Ivan Miljković

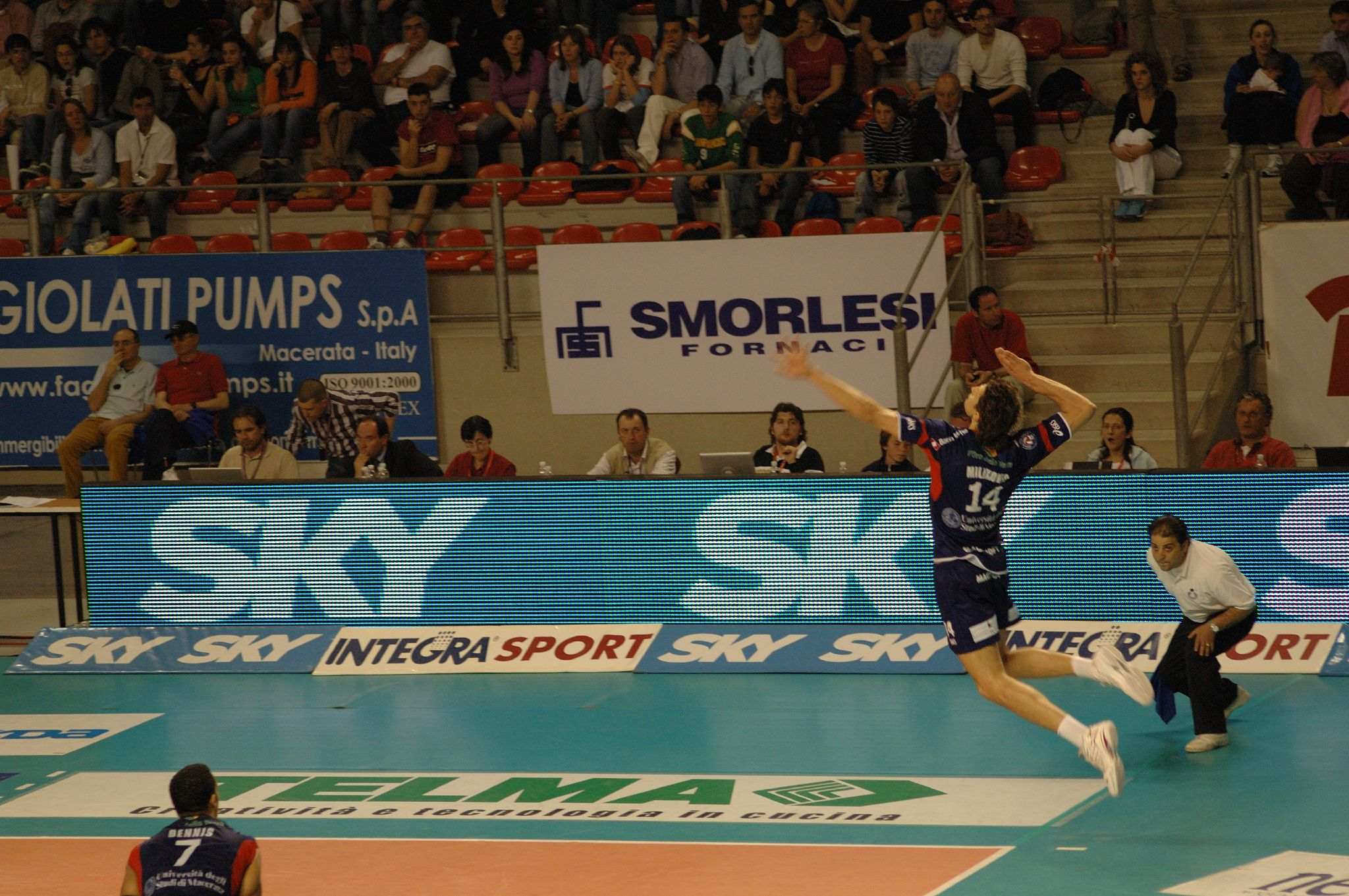
Ivan Miljković au service pour Macerata

Ivan Miljković (Иван Миљковић) est un joueur serbe de volley-ball né le 13 juillet 1979 à Niš (district de Nišava). Il mesure 2,06 m et joue attaquant. Il totalise 200 sélections en équipe de Serbie.

## Clubs
| Club                | De        | À         |
| ------------------- | --------- | --------- |
| Partizan Belgrade   | 1997-1998 | 1999-2000 |
| Lube Banca Macerata | 2000-2001 | 2006-2007 |
| M. Roma Volley      | 2007-2008 | 2007-2008 |
| Olympiakos          | 2008-2009 | 2009-2010 |
| Fenerbahçe Istanbul | 2010-2011 | …         |

## Palmarès
- Jeux olympiques (1)
  - Vainqueur : 2000
- Ligue mondiale
  - Finaliste : 2003, 2005,  2008
- Championnat du monde
  - Finaliste : 1998
- Championnat d'Europe (1)
  - Vainqueur : 2001, 2011
- Ligue des champions (1)
  - Vainqueur : 2002
- Coupe de la CEV / Challenge Cup (4)
  - Vainqueur : 2001, 2005, 2006, 2014
  - Finaliste : 2003
- Championnat de Grèce (1)
  - Vainqueur : 2009
- Championnat d'Italie (1)
  - Vainqueur : 2006
- Coppa Italia (2)
  - Vainqueur : 2001, 2003